# فرودگاه ماهانا
فرودگاه ماهانا (به انگلیسی: Mahana Airport) یک فرودگاه با کد یاتا TOZ است که یک باند فرود سنگفرش دارد و طول باند آن ۱۵۸۵ متر است. این فرودگاه در کشور ساحل عاج قرار دارد و در ارتفاع ۴۸۵ متری از سطح دریا واقع شده است.